# 走る男 THE FINAL
『走る男 THE FINAL 〜ニッポン一周ウルトラジョギングの旅〜』（はしるおとこ ザ ファイナル ニッポンいっしゅうウルトラジョギングのたび）は、2013年4月から2014年3月まで放送していた、独立局を中心に放送されるドキュメントバラエティ番組である。

## 概要
2008年4月より続いている『走る男』シリーズの完結編となる番組で、『走る男』・『走る男II』・『走る男F』・『走る男女子部』に次ぐ、『走る男』シリーズの第5弾である。
2013年で芸能生活30周年となる森脇健児が、芸能生活および『走る男』シリーズの集大成として、日本一周のジョギングに挑む。
『走る男F』までは東名阪ネット6加盟局を中心とした共同制作であった。ただし、6局のうちテレビ埼玉（テレ玉）は、前作より制作局から外れており、当番組も放送はない。これに加え、『走る男女子部』までの制作局であった千葉テレビ放送（チバテレ）は、『走る男女子部』では途中（2012年8月）から深夜枠に格下げされているが、当番組については放送自体がなくなる。関東地方ではテレビ神奈川（tvk）が唯一の放送局となるが、そのtvkでも深夜枠での放送に変更される。本番組のみ岐阜放送（ぎふチャン）も制作局として参加しているが、ぎふチャンも2013年10月から深夜枠に変更した。
森脇及びKBS京都は『走る男女子部』で『走る男』シリーズを完結する予定だったが、東名阪ネット6の会議でその趣旨を伝えたところ、ある局の重役より続ける様に諭された。ただし、KBS京都側の2年間の日本一周企画に対して、そこまでは無理と拒否された（『森脇健児のサタデーミーティング』で本人談）。そこで下述ルールの通り、公共交通機関を使って行程を短縮する事になった。
当番組終了後は後継番組として『森脇伝説』が放送されているが、放送は東名阪ネット6のうち、関西・中京圏の3局のみとなった。当番組を唯一ネットしていた関東のtvkでも『森脇伝説』は放送されず、チバテレ・テレ玉も同様にネットしないため、関東では『走る男』以来続いていた森脇のレギュラー番組が消滅した。なお、後に2018年からKBS京都制作で放送の『あんぎゃでござる!!』では、テレ玉が2019年、tvkが2020年、チバテレが2021年にそれぞれネットを開始している。

## ルール
基本ルールは、『走る男F』での「全県制覇の旅」と同じルールである。
- 1km走るごとに500円の「ジョギング貯金」が与えられ、食費や宿代は全て「ジョギング貯金」で賄わなければならない
- 「ジョギング貯金」が余っていれば、鉄道やバスなどの交通機関を利用することも可能（『走る男』ではなかったが、『走る男F』の「全県制覇の旅」で追加されたルールを継承）

## 出演者

### 走る男
- 森脇健児

## 走行コース
東京都・東京タワー→千葉県→茨城県→栃木県→茨城県→福島県→宮城県→岩手県→青森県→北海道→青森県→秋田県→山形県→新潟県→富山県→岐阜県→滋賀県→福井県→京都府→兵庫県→鳥取県→島根県→山口県→大分県→熊本県→鹿児島県→沖縄県→鹿児島県→宮崎県→大分県→高知県→徳島県→香川県→徳島県→和歌山県→大阪府→奈良県→三重県→愛知県→静岡県→神奈川県→東京都

## ネット局
東名阪ネット6加盟局のうちテレ玉・チバテレを除いた4局と、本番組のみ制作にかかわる岐阜放送（ぎふチャン）で放送する。
| 放送対象地域 | 放送局                         | 系列                                   | 放送日時                                          | 放送期間                                                                          | 備考                                                                          |
| ------------ | ------------------------------ | -------------------------------------- | ------------------------------------------------- | --------------------------------------------------------------------------------- | ----------------------------------------------------------------------------- |
| 京都府       | 京都放送（KBS京都）            | JAITS （東名阪ネット6加盟） 共同制作局 | 毎週日曜日 22:30 - 23:00                          | 2013年4月14日 - 2014年3月23日                                                     | 幹事局                                                                        |
| 兵庫県       | サンテレビジョン（サンテレビ） | JAITS （東名阪ネット6加盟） 共同制作局 | 毎週土曜日 21:30 - 22:00                          | 2013年4月13日 - 2014年3月29日                                                     |                                                                               |
| 三重県       | 三重テレビ放送（MTV）          | JAITS （東名阪ネット6加盟） 共同制作局 | 毎週土曜日 20:25 - 20:55                          | 2013年4月13日 - 2014年3月29日                                                     | 『三重テレビナイター』などの特別番組で放送休止あり（翌週以降に2回連続放送）。 |
| 神奈川県     | テレビ神奈川（tvk）            | JAITS （東名阪ネット6加盟） 共同制作局 | 毎週土曜日 25:00 - 25:30                          | 2013年4月13日 - 2014年3月22日                                                     |                                                                               |
| 岐阜県       | 岐阜放送（ぎふチャン）         | JAITS 共同制作局                       | 毎週土曜日 22:00 - 22:30 毎週水曜日 24:30 - 25:00 | 2013年4月13日 - 9月28日（土曜放送時） 2013年10月8日 - 2014年3月26日（水曜放送時） | 土曜放送時には再放送が行われていた（毎週日曜日 4:00 - 4:30）。                |

### テーマ曲
- 挑戦者

飯田マキト